# Carlos Casares (ciudad)
Carlos Casares es una ciudad ubicada en el centro-noroeste de la provincia de Buenos Aires, Argentina. Es cabecera del partido homónimo, sobre la Ruta 5. Se la conoce como la capital nacional del girasol, ya que es allí a donde llegó la primera semilla de girasol antes de que este se encontrara en la Argentina.
Se encuentra a 363 km de Rosario (Santa Fe), a 545 km de Mar del Plata, a 425 km de Bahía Blanca y a 326 km de la Ciudad Autónoma de Buenos Aires.

## Vías de acceso
Es posible llegar a Carlos Casares partiendo desde la ciudad de Buenos Aires por el Acceso Oeste, hasta llegar a Luján y desde allí por la ruta nacional 5, pasando por las ciudades de Mercedes, Suipacha, Chivilcoy, Alberti, Bragado y 9 de Julio. En total son unos 312 km de recorrido. Además, el Ferrocarril Sarmiento tiene una estación Carlos Casares.

## Historia

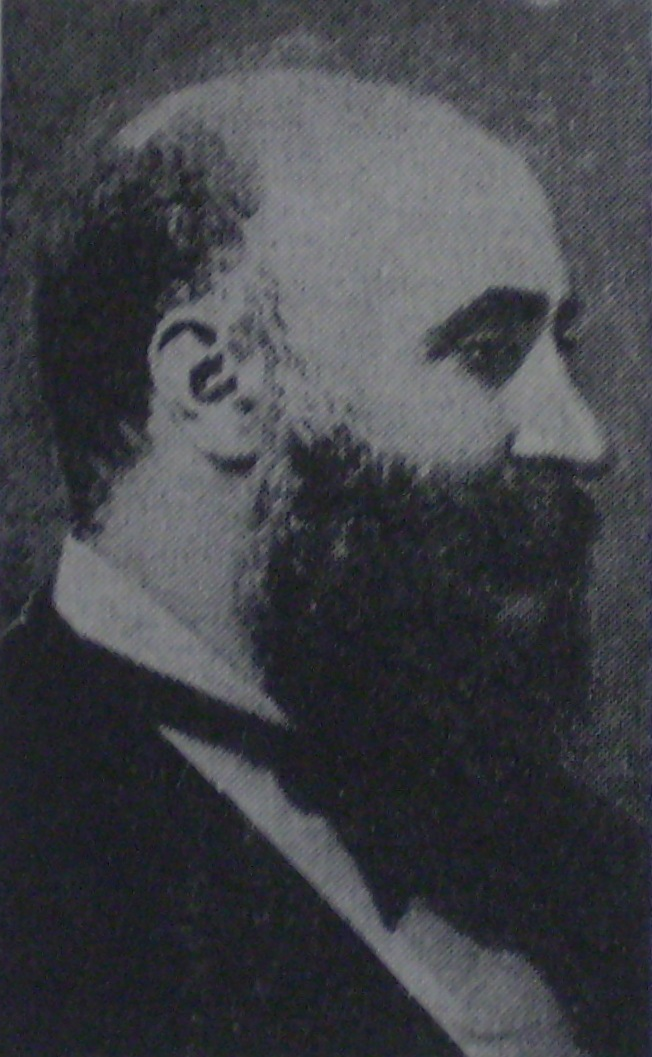
Carlos Casares.

El partido fue creado en 1907, con tierras de los distritos de 9 de julio y de Pehuajó. El mismo ordenamiento designó cabecera al pueblo fundado años antes por Antonio Maya en torno a la estación Carlos Casares del Ferrocarril Oeste, inaugurada en 1889. El pueblo conservó el nombre de su creador, por lo que la denominación del partido no se tomó de aquel sino de la estación ferroviaria, así designada en homenaje al destacado hombre público y gobernador de la provincia entre 1875 y 1878.

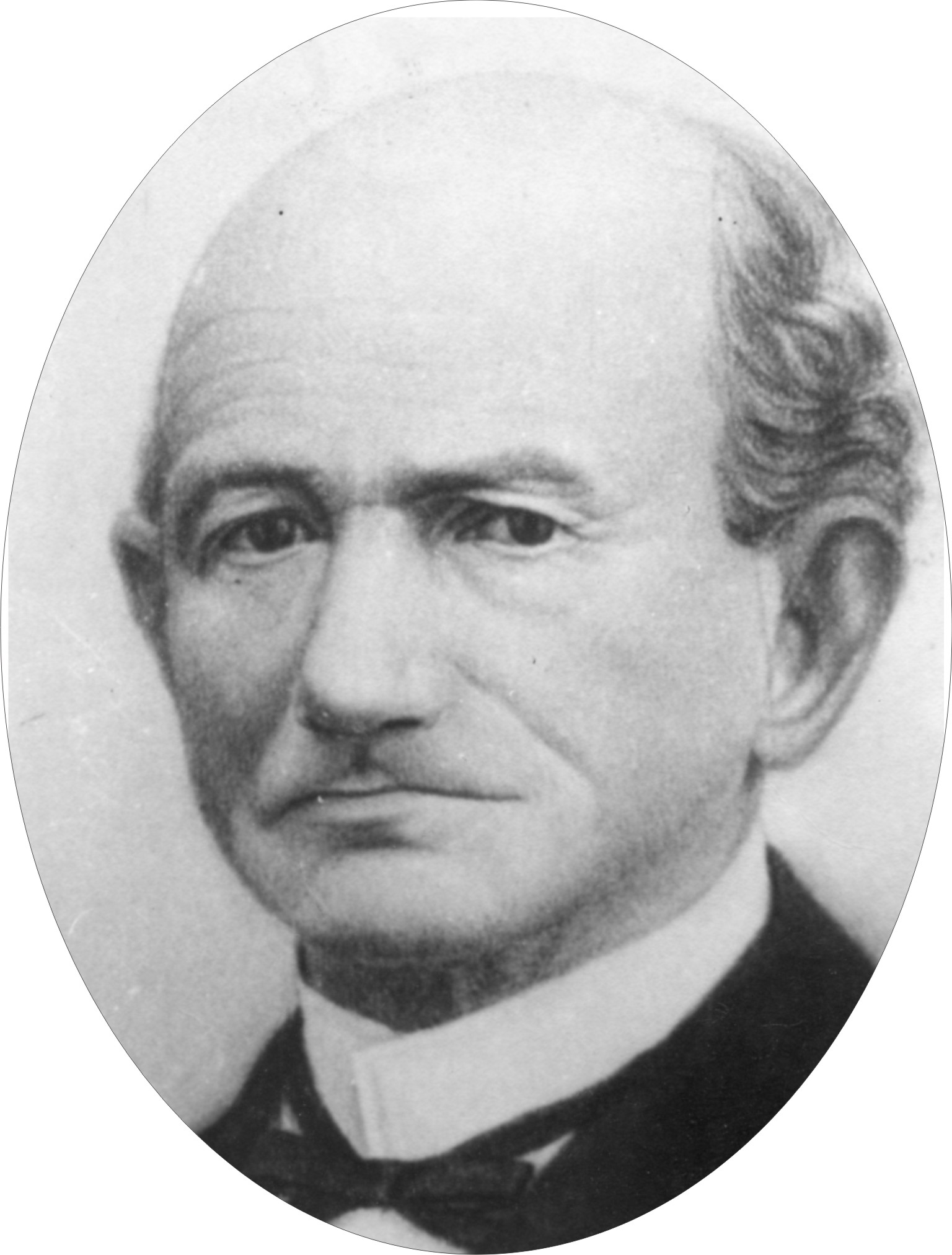
Antonio Maya.

 Con el avance de la línea de frontera se fue desarrollando una política inmigratoria de acuerdo como lo establecía la Constitución Nacional de 1853. Recordemos que el preámbulo de la misma dice "y para todos los hombres del mundo que quieran habitar el suelo argentino", aclarado con el artículo 25 que se refiere fundamentalmente a la inmigración europea, aunque sin negar a la de otros lugares.
El lema de Juan Bautista Alberdi, el principal ideólogo del texto constitucional, “gobernar es poblar”, se refiere a la doble función que debía cumplir el inmigrante, por un lado ocupar puestos de trabajo de una economía capitalista más dinámica, y por otro traer la experiencia de la que se suponía una cultura de mayor desarrollo tecnológico, que colaborara a mejorar, incluso, los hábitos y las costumbres de la población nativa, para adaptarlos a una nueva sociedad con ferrocarriles, telégrafos, tecnología agraria, modernización de los sistemas comerciales y financieros, etcétera.
Sarmiento, por su parte, proponía el surgimiento de un pequeño propietario rural, el colono, funcional al sistema capitalista, y a la vez, un freno a la expansión latifundista, que ya se vislumbraba y que, a pesar de las intenciones del “padre del aula”, no se pudo evitar.
La política argentina de inmigración tuvo dos etapas, la primera de promoción oficial, tuvo como objetivo un proceso de colonización para asentar al inmigrante en el campo y se dio esencialmente en los gobiernos de Mitre, Sarmiento y Avellaneda. La segunda se produjo a partir de 1880 y tuvo el incentivo de empresas privadas en algunos casos, y en otros una masividad espontánea.
En el caso del origen de Carlos Casares, primero como Pueblo Maya, podemos decir que ambas etapas influyeron de manera directa, como fue en primera instancia la llegada de inmigrantes que merced a la política de arrendamiento y venta de tierras se vieron beneficiados con amplias facilidades, tal el caso de Francisco Verón y principalmente Antonio Maya, fundador del pueblo. En el caso de la segunda etapa, el ejemplo más elocuente de iniciativa empresarial privada fue la Jewish Colonization Association (Compañía Judía de Colonización) creada por el barón Mauricio Hirsch, en sociedad con Wolff Wilhelm Lowenthal, para fomentar la instalación de colonos judíos en el norte del actual partido de Carlos Casares.
La ley de Avellaneda de 1876 trató de proteger al inmigrante, pero se acentuaron los casos de corrupción especulativa y a pesar de que el censo de 1869 durante la presidencia de Sarmiento arrojaba un total de 1.900.000 habitantes, de los cuales un 12% eran extranjeros, ya se percibía que la mayoría de los que llegaban allende los mares, debería arreglárselas con vivir en grandes ciudades como Buenos Aires o Rosario, por lo engorroso que resultaba el acceso a la tierra, y los intereses espurios que la oligarquía terrateniente en expansión tenía con respecto a la tenencia de la misma.
Sumado a eso hubo una creciente ola de prejuicios con respecto al inmigrante, llegándose en muchos casos a hechos de violencia en una verdadera lucha de pobres contra pobres, al creer muchos criollos, que aquellos les quitaban fuentes de trabajo, como ocurrió en Tandil en 1872.

### Antonio Maya y el origen del pueblo
Fue Antonio Maya un hombre de una gran visión en el terreno de la colonización de nuestra zona. Había nacido en España en 1819 y a pesar de su carencias educativas formales, supo granjearse un promisorio porvenir, migrando hacia estas latitudes, donde no solo llevó adelante un hogar junto a su compañera María Urieta, y sus cuatro hijos: Domingo, Agustín, Francisca y María, sino que llevó adelante distintos tipos de actividades que le permitieron amasar una importante fortuna en base al arrendamiento y adquisición de tierras, adelantándose a la línea de frontera con el indio, con el consabido riesgo que ello implicaba.
No obstante lo expuesto, es indudable que su tesón lo llevó primero a arrendar tierras y luego comprar las pertenecientes a Francisco Verón, que junto a Lorenzo Manterola, Cayetano Urbero y Saturnino López, podemos considerarlos como los primeros cinco colonos arrendatarios que se acogieron a los beneficios de la Ley de Tierras Públicas.
Las 2.699 hectáreas adquiridas por Antonio Maya se transformaron en el pueblo que originalmente llevó su nombre. Nombró al escribano, señor Grego, para realizar el loteo correspondiente, mientras se gestionaba el paso del Ferrocarril de la provincia de Buenos Aires, por una importante franja donada por el fundador para que se estableciera la estación.
Dice la historiadora Susana Sigwald en la página 71 de la Historia del Pueblo Maya “En 1887 y acorde con su clara visión comercial, el señor Antonio Maya inició gestiones ante Ferrocarriles de la Provincia de Buenos Aires a fin de interesar a sus directivos en la habilitación en un campo de su propiedad, de una estación. El expediente 4172 fue de trámite inicial netamente burocrático, pero la percepción del interesado lo llevó a no abandonar su gestión, a la que dio nuevo impulso el 25 de agosto del 1888, al hacer cesión en firme del terreno necesario para la vía férrea y una estación”...”El consejo consultivo aceptó esta generosa donación y ofrece situar en ese punto una estación, pero no puede contraer compromiso respecto al nombre que debe llevar, por cuanto es facultad del P E, el fijar el de todas las estaciones de los ferrocarriles. Lo antedicho se concretó el 11 de enero de 1889 cuando el Poder Ejecutivo autorizó su creación con el nombre de Carlos Casares y el 25 de marzo de ese año se efectuó su inauguración, iniciándose ese día el servicio con un tren nocturno, Antonio Maya, de acuerdo a su política, fue donando al ferrocarril tierras y a su vez éste, al atravesarlas, fue aumentando considerablemente el valor de las que conservaba”.
En 2017 la ciudad fue noticia en todo el país cuando, siendo una ciudad de muy poca población ubicada lejos de la capital bonaerense, el club Agropecuario Argentino logró el ascenso a la Primera B Nacional del fútbol argentino teniendo apenas cinco años de vida.

## Geografía

### Ubicación

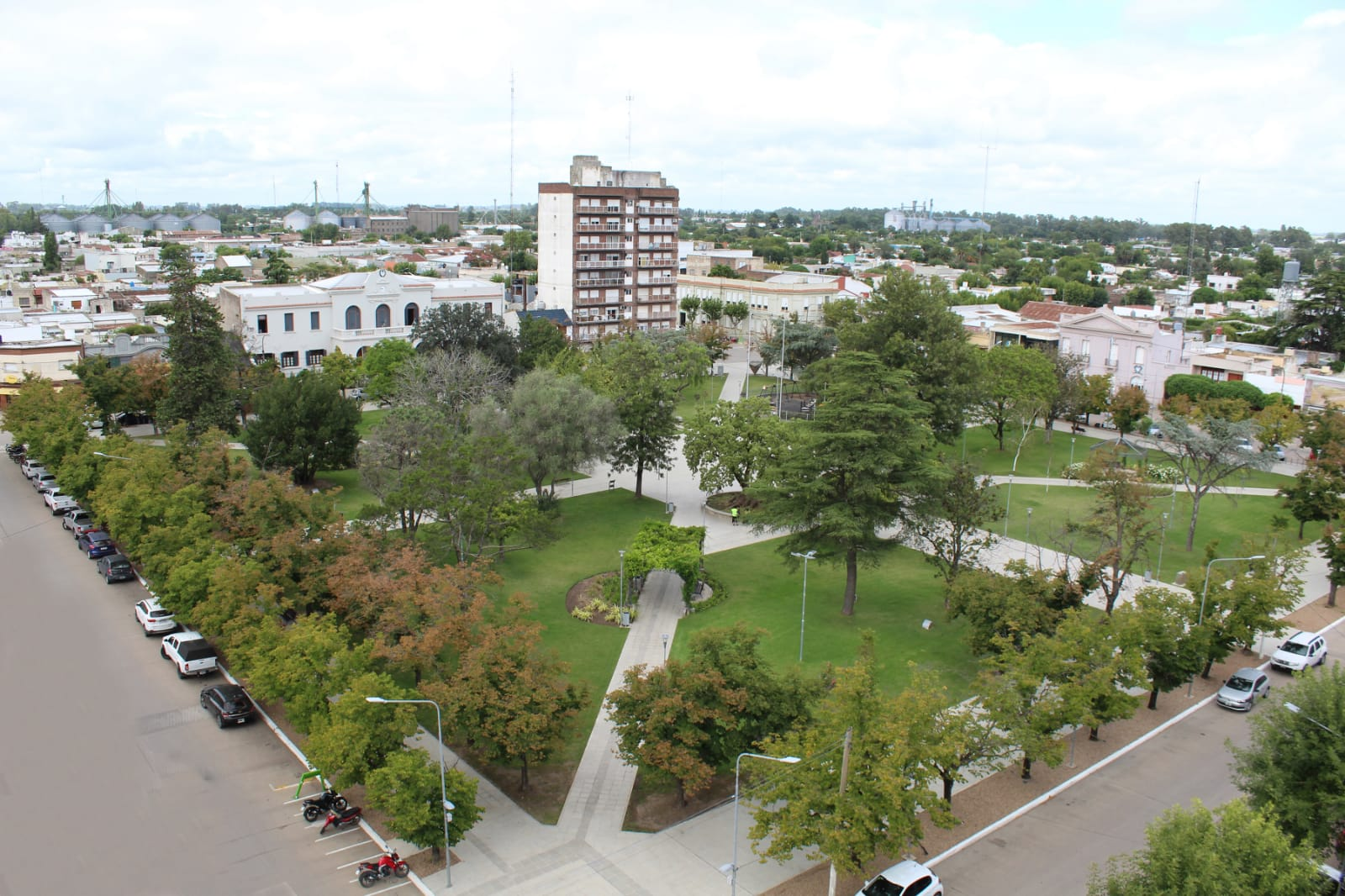
Vista desde las alturas de la Plaza San Martín tras su renovación.

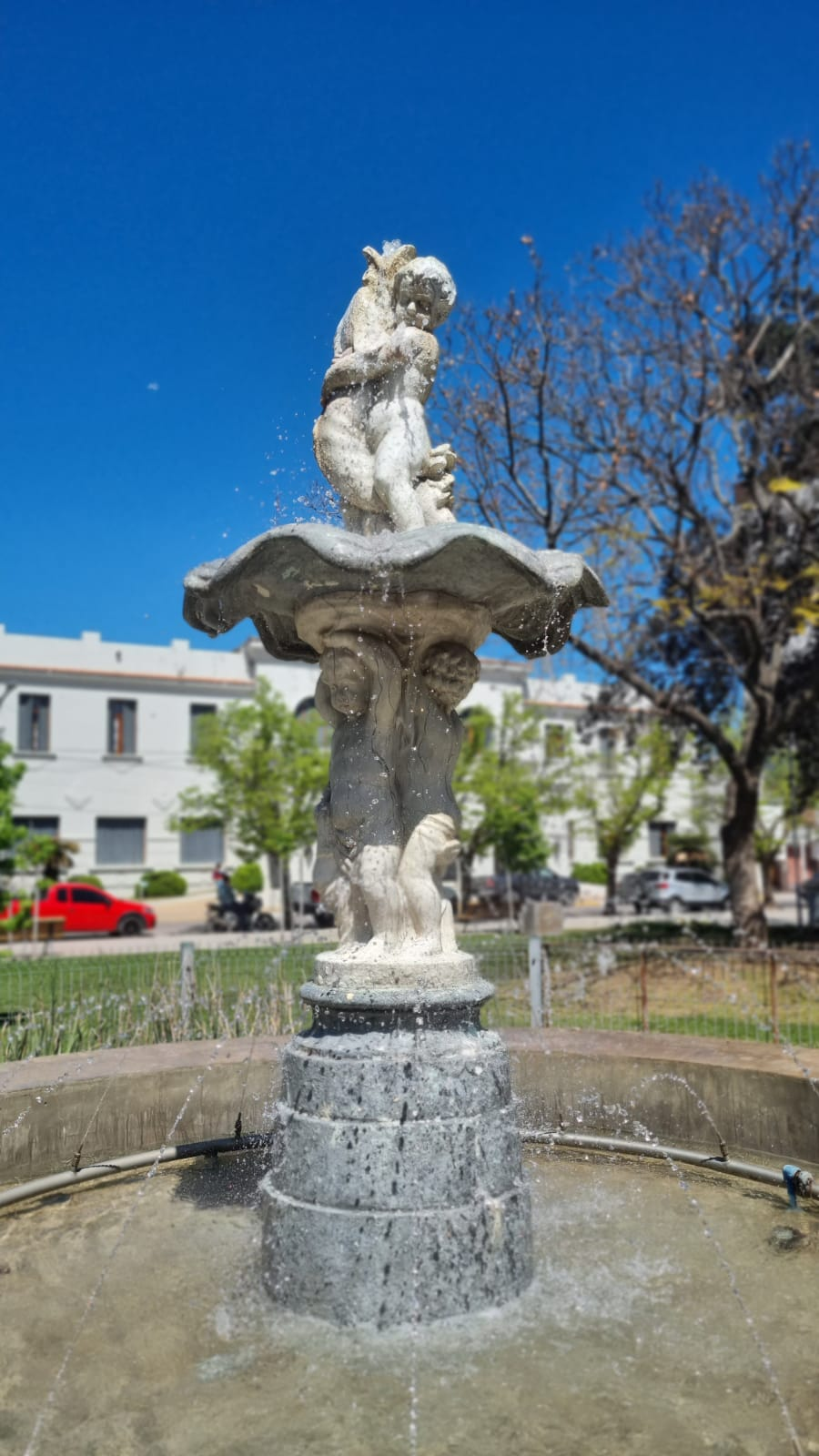
Fuente - Plaza San Martín

La ciudad de Carlos Casares, cabeza de partido de Carlos Casares, se ubica al noroeste de la provincia de Buenos Aires, sobre la Ruta Nacional N.º 5 a la altura del kilómetro 312. Limita con los partidos de Bolívar y Henderson al sur, Lincoln al norte, Pehuajó al oeste y Nueve de Julio al este.

### Clima
Clima subhúmedo de llanura.
La distribución de las lluvias manifiesta estacionalidad, siendo más intensas las de primavera y verano que las de otoño y aún menos intensas las de invierno. 
En los últimos años se registró un aumento en las intensidades de las lluvias, si bien en algunos años provocó daños y perjuicios económicos y sociales, esta situación contribuyó al crecimiento de las productividades agrícolas, fundamentalmente en el maíz donde se alcanzaron rendimientos comparables a las de las mejores zonas del país. El período libre de heladas para esta zona es de 212 días siendo suficiente para los cultivos agrícolas extensivos y la temperatura media anual es cercana a los 16 grados centígrados, de allí que los suelos difícilmente alcancen tenores de materia orgánica superiores al 3 o 4%.

## Gobierno
Con la vuelta del sistema democrático en Argentina, en 1983 la población de Carlos Casares elige a Héctor Miró (UCR) para que cumpla la representación de Intendente Municipal. En 1987, El Candidato del PJ, el escribano Pascual Ángel Rampi es electo para cumplir tal función y vuelve a ser reelecto en 1991, cumpliendo su mandato en 1995, cuando entrega la administración a otro intendente del mismo partido, Rodolfo Caprioli.
El 10 de diciembre de 1999 los casarenses eligen a José Juan Andreoli (UCR) como intendente, rompiendo con 12 años consecutivos de Peronismo. En el 2002 fue remplazado por Omar Ángel Foglia, este en el año 2006 se aleja de la Unión Cívica Radical para dar forma al partido vecinal, con el que triunfa en las elecciones del 2007 y gobierna la ciudad hasta el 2009, año que resulta elegido senador provincial por el GEN. Al frente del ejecutivo municipal por un período de 2 años queda el primer Concejal Luis Seraci, representando al Partido Vecinal (Agrupación Municipal Casarense). En tanto las últimas elecciones de 2011 Seraci, ya dentro de la línea del GEN (Frente Amplio Progresista) pierde con el Frente para la Victoria y Walter Torchio es electo intendente municipal. 
Tal como sucedió con Foglia, en 2020 Walter Torchio resultó electo Senador provincial y el Secretario de Infraestructura y Obras Públicas, Daniel Stadnik queda como intendente Municipal.

## Población
Cuenta con 18,347 habitantes (Indec, 2010), lo que representa un incremento del 6,9 % frente a los 17,155 habitantes (Indec, 2001) del censo anterior.

## Economía

### Agricultura
Las actividades principales de la Ciudad son la ganadería y la agricultura.
| Campaña 05-06       | Girasol | Maíz    | Soja    | Sorgo | Trigo  |
| ------------------- | ------- | ------- | ------- | ----- | ------ |
| Sup. sembrada (ha)  | 4.216   | 18.867  | 57.338  | 900   | 11.614 |
| Sup. cosechada (ha) | 4.116   | 14.762  | 56.838  | 860   | 10.754 |
| Rendimiento (kg/ha) | 2.313   | 7.580   | 2.864   | 5.275 | 2.981  |
| Producción (tn)     | 9.532   | 110.526 | 163.392 | 4.574 | 31.908 |

Empresas de Acopio:
| Empresa                                    | Capacidad de Almacenamiento |
| ------------------------------------------ | --------------------------- |
| Tomás Hnos y Cia SA                        | 226.200 Tn                  |
| Cereales Casares SACA                      | 6.000                       |
| Grobocopatel Hnos SA                       | 61.540                      |
| Las Lagunas y Asociados SA                 | 7.800                       |
| Los Grobo Agropecuaria SA                  | 7.690                       |
| Los Grobo Agropecuaria SA                  | 1.320                       |
| Miguel A. Falciglia                        | 3.400                       |
| Tomás Hnos y Cia SA                        | 25.700                      |
| Andrés Lagomarsino e Hijos (Ind. Harinera) | 11.000                      |

### Pesca
Carlos Casares, al igual que el noroeste de la Provincia de Buenos Aires fue afectado por las inundaciones en los años 80 y 90. Las crecidas del Río Quinto de Córdoba invadieron en su totalidad inundando toda su cuenca (directa e indirectamente) afectando las zonas de Trenque Lauquen, Pehuajó y 9 de Julio (entre varios otros pueblos intermedios) a través del hoy tan famoso entre pescadores Canal Mercante, que recibe varios nombres de acuerdo a los municipios que cruza.
De ahí que Carlos Casares gozó de la pesca deportiva por varios años. Se solían pescar pejerrey, bagres y carpas. Se extraña la pesca deportiva. Comerciantes, hoteleros, guías de pesca deportiva, servicios gastronómicos, casas de artículos del ramo y venta de carnada son hoy solo un recuerdo de los tiempos de apogeo.
Actualmente la ciudad volvió a ser una clásica productora agroganadera.

## Cultura

### Teatro Verdi
En el se presentaron muchas personalidades del tango y folclore. Fue propiedad de Ramón Martin, quien fuera un miembro muy activo de la comunidad también era propietario de la Panadería Martin (de Ramón Martin) y miembro de Martin y hermanos, propietarios del establecimiento San Juan entre 1919 y 1929 y las usinas eléctricas de Carlos Casares, French y 9 de Julio. Las mismas fueron heredadas de su padre, Pedro Martin. Inmigrante de Saboya, quien vino a Argentina trabajar en la estancia San Claudio, propiedad de Claudio Martin.

### Centro Cultural y Biblioteca Popular José Ingenieros
Fundado el 7 de septiembre de 1963 por la profesora de Historia, historiadora  e investigadora  Susana Sigwald y un grupo de colaboradores. Se halla ubicada en la calle Antonio Maya 503. Posee 39.270 libros (2015). Dictan talleres y cursos; exposiciones, cine, proyecciones audiovisuales, participan en radio y TV, poseen una hemeroteca. También es sede del Archivo Histórico Antonio Maya. 

### Archivo Histórico Antonio Maya
Inicia sus actividades el 14 de noviembre de 1970 con las primeras investigaciones de Susana Sigwald sobre los orígenes de Carlos Casares y su población, la que se refleja en el libro La historia del Pueblo Maya, que comprende el período desde los orígenes hasta el año 1907, año de la autonomía de la Ciudad. Gran parte de la tarea del Archivo Histórico se centró en la investigación y recuperación del legado histórico  de sus habitantes,  para luego particularizar en la inmigración judía en la zona. Esta fue organizada por el Barón  Mauricio Hirsch , que en el marco de la Jewish Colonization Agency compró tierras en la zona e invitó a  judíos rusos postergados a instalarse en esta región. La crónica dice que el 31 de agosto de 1891 amarraron en el Río de la Plata dos buques denominados Tioko y Lissabon provenientes de las regiones de Podolia, Berasabia y otras aldeas y latitudes de los Imperios Austro-Húngaro y Ruso, con aproximadamente 500 personas que se trasladaron hacia en Pueblo Maya. 
Junto con la Sociedad Israelita de Carlos Casares organizan un recorrido histórico por la zona, que comprende el primer asentamiento en Algarrobo, el cementerio israelita y la primera casa de adobe de la colonia. Tienen la base de datos  con la información disponible de todos los miembros de la colonia: los barcos en los que arribaron al puerto de Buenos Aires, los casamientos, nacimientos, fallecimientos, etc. 
El archivo tienen entre su bienes dos periódicos locales completos y llegó a editar cinco títulos de autores locales. Están allí resguardados, los libros de actas originales de las instituciones locales: libros de socios, libros de la municipalidad (matrimonio, nacimientos, defunciones) y la piedra fundamental de Carlos Casares, de 1911, encontrada en oportunidad de construirse el hospital municipal.

## Costumbres y fiestas

### Automovilismo
Carlos Casares, es una localidad de la provincia de Buenos Aires ubicada dentro de una zona donde se concentran ciudades en las que el deporte automotor es un denominador común. Junto a las localidades de Chacabuco, Chivilcoy, Junín, Nueve de Julio, Olavarría y Pigüé, conforman un polo en el que se concentra la mayor cantidad de aficionados al deporte motor del país. Los habitantes de estas ciudades, suelen tener como puntos de concentración los autódromos Eusebio Marcilla (de Junín), el Hermanos Emiliozzi (de Olavarría) y el de la ciudad de Nueve de Julio.
A todo ello, cabe mencionar la participación que tuviera en la categoría argentina Turismo Carretera, el piloto Roberto José Mouras, nacido en la localidad de Moctezuma, pero representante y residente de la localidad de Carlos Casares, quien cobrara relevancia dentro del automovilismo argentino, por haberse proclamado tres veces campeón de Turismo Carretera, habiendo fallecido luego, en un accidente ocurrido en la localidad de Lobos, en el año 1992.
En el año 1994, el piloto Rodolfo "Rody" Paolucci, salió campeón en la categoría nacional Super Car. Compitiendo con pilotos como Rubén Luis Di Palma, Patricio y Marcos Di Palma, Ernesto "Tito" Bessone" y muchos otros pilotos reconocidos.

### Fiesta Nacional del Girasol
La fiesta comenzó como tributo de las bondades del Girasol, el cual sobre la base de la productividad de la zona, ha permitido denominar a Carlos Casares Cuna del Girasol Argentino, y por ende sede definitiva de la Fiesta Nacional del Girasol. 
La fiesta tiene como objetivo, exaltar la trascendencia que el cultivo del girasol tiene para la vida económica del país, proponer al acercamiento de los productores a los técnicos especializados, difundir las posibilidades que la tecnificación les abre, dar a las expresiones del espíritu un destacado lugar en las manifestaciones colectivas, rendir el justo homenaje que el esforzado productor merece, y crear las fuentes de regocijo para dar marco de alegría y entusiasmo a la celebración. 
Habitualmente en las Fiestas se organizan shows con artistas de primer nivel, así como también exposiciones de maquinarias, fertilizantes, tiendas de cuero, entre otras ferias de interés general.
Como cierre de la Fiesta Nacional del Girasol se elige a un Representante Cultural. Participan postulantes de diversas ciudades de la provincia de Buenos Aires, hombres y mujeres de todas las edades; así como también Representantes y Reinas de otras Fiestas Provinciales y Nacionales.
La Fiesta Nacional del Girasol se celebra el segundo fin de semana de febrero de cada año. Tiene una duración de tres días; viernes, sábado y domingo.

### Huella de Fortines
La huella de fortines forma parte de las tradiciones y costumbres típicas de Carlos Casares.
En el Partido de Carlos Casares se encontraba una parte de la tercera avanzada de Fortines denominada "Frontera Oeste de Buenos Aires", con cabecera en el Fuerte Paz. En este suelo cuerpos de Indios y ¨milicos¨ que, en múltiples enfrentamientos, demostraron su coraje y su bravura. 
Huella de Fortines nació como una manera de homenajear a todos los hombres que, en defensa de sus derechos e ideales, lucharon o murieron en esta tierra.
Todos los años, se transitan 100 kilómetros a caballo o en carruajes, en una travesía donde se van visitando distintos lugares históricos e ilustrando con relatos, diferentes sucesos de enfrentamientos entre indios y milicos.
En la actualidad, ya no son muchas las personas que realizan esta travesía, aunque hay que destacar que los "verdaderos huelleros" siempre están presente y mantienen viva esta costumbre casarense.

## Espacios Municipales

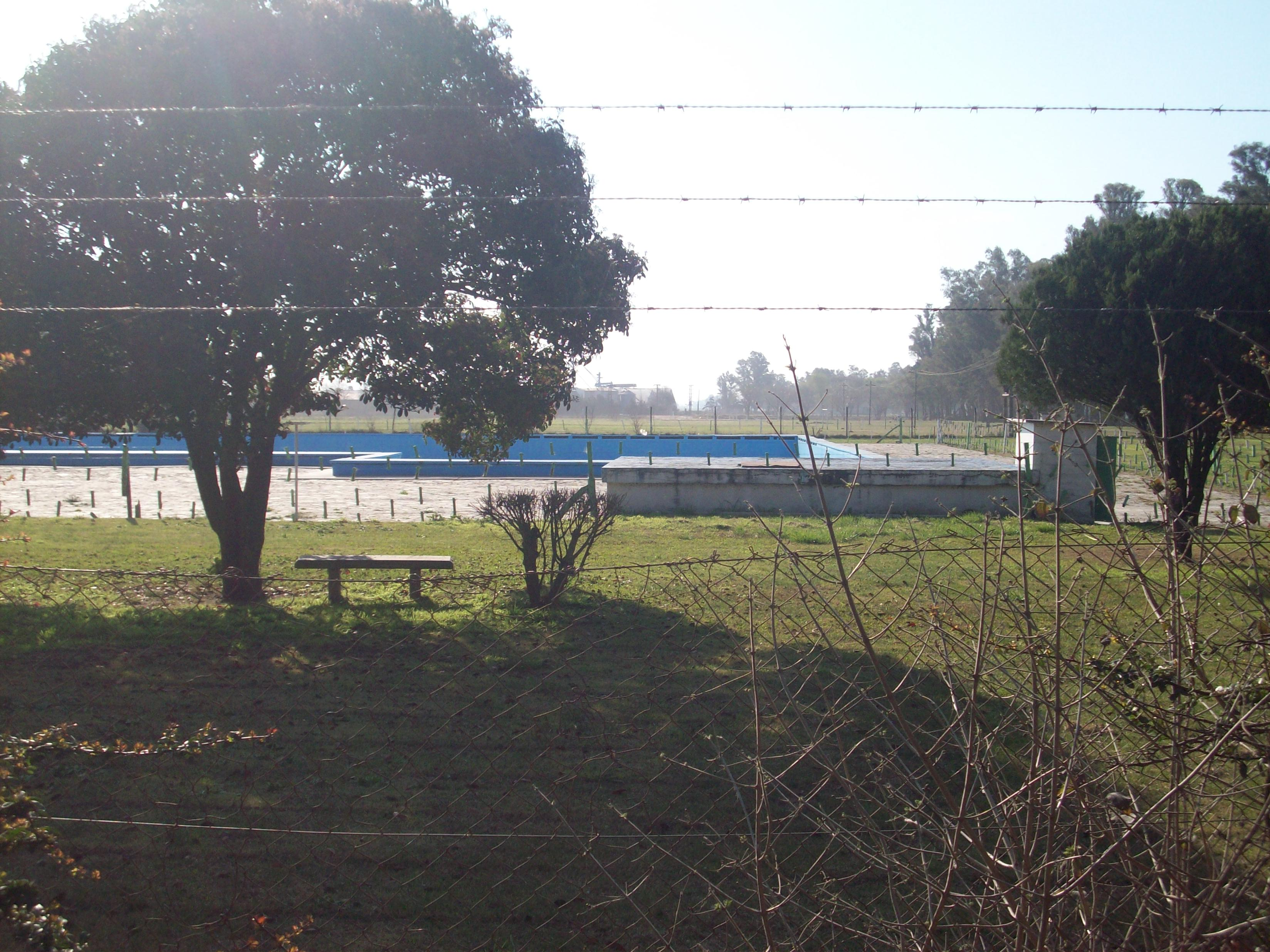

Parque San Esteban

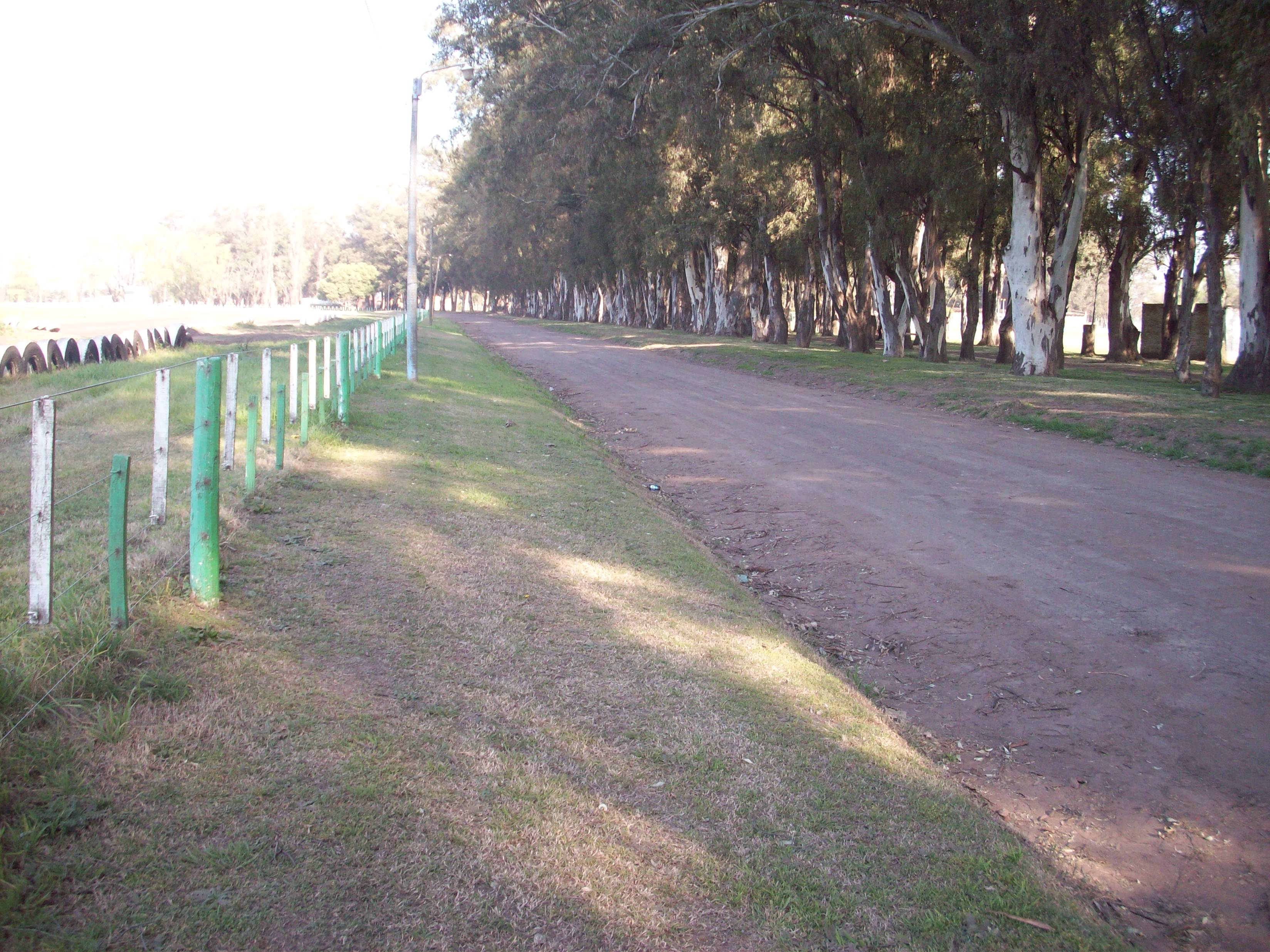

“Parque San Esteban" de Carlos Casares es un predio más de cincuenta hectáreas destinadas a diversas actividades como el deporte, el campamento, el esparcimiento y el reencuentro con la naturaleza y la historia.
El casco de estancia de estilo colonial fue construido a fines del siglo XIX, sobre terrenos adquiridos al Fisco de la provincia de Buenos Aires el 14 de abril de 1874. Figura en los planos antiguos que consignan los caminos y defensas existentes en la llamada "Frontera Oeste" como Azotea de Santo Domingo, y se destaca la habitación en planta alta rodeada por una amplia terraza que permitía el avistamiento de una inminente invasión. A la muerte de su propietario "Antonio Maya", su esposa, Dominga Urieta realiza la división entre coherederos. En 1916 pasa a corresponder a María hija de Antonio Maya- casada con Fernández Álvarez. A la muerte de sus progenitores le corresponde a Esteban Fernández, quien en octubre de 1971 se la vende a la Municipalidad. Posteriormente, este casco de estancia  sirvió de Centro de cuarentena hasta el año 1920, año que se inauguró el Hospital Municipal de Carlos Casares.

El casco de estancia es utilizado por la Municipalidad de Carlos Casares como albergue para diversas visitas relacionadas con actividades protocolares o ligadas a los eventos que tienen lugar en el parque San Esteban. Su interior cuenta con comodidades para cumplir esta función y se mantiene en perfecto estado edilicio gracias a constantes trabajos de mantenimiento. Cabe destacar que dentro del Parque San Esteban además se encuentra el circuito Roberto Moras utilizado para competencias locales o zonales de ciclismo, moto, karting, y autos; el predio destinado a las carreras cuadreras y el Balneario Municipal cuyo complejo abarca una gran pileta de natación, el sector de juegos infantiles, asadores, baños con duchas vestuarios, quincho y confitería, que solo brinda sus servicios durante el verano.

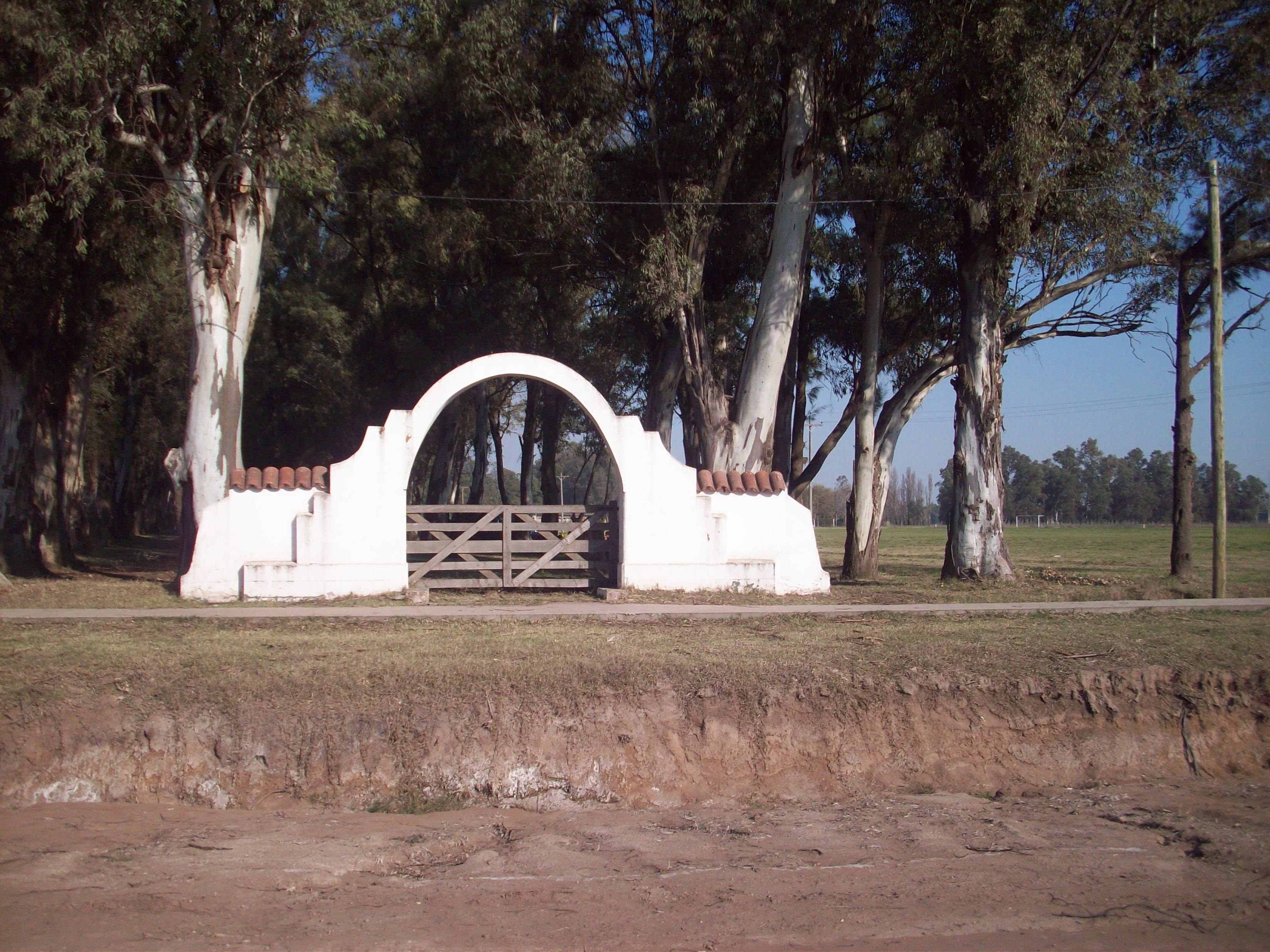

## Deportes

### Clubes

#### Club Sportivo Huracán Carlos Casares

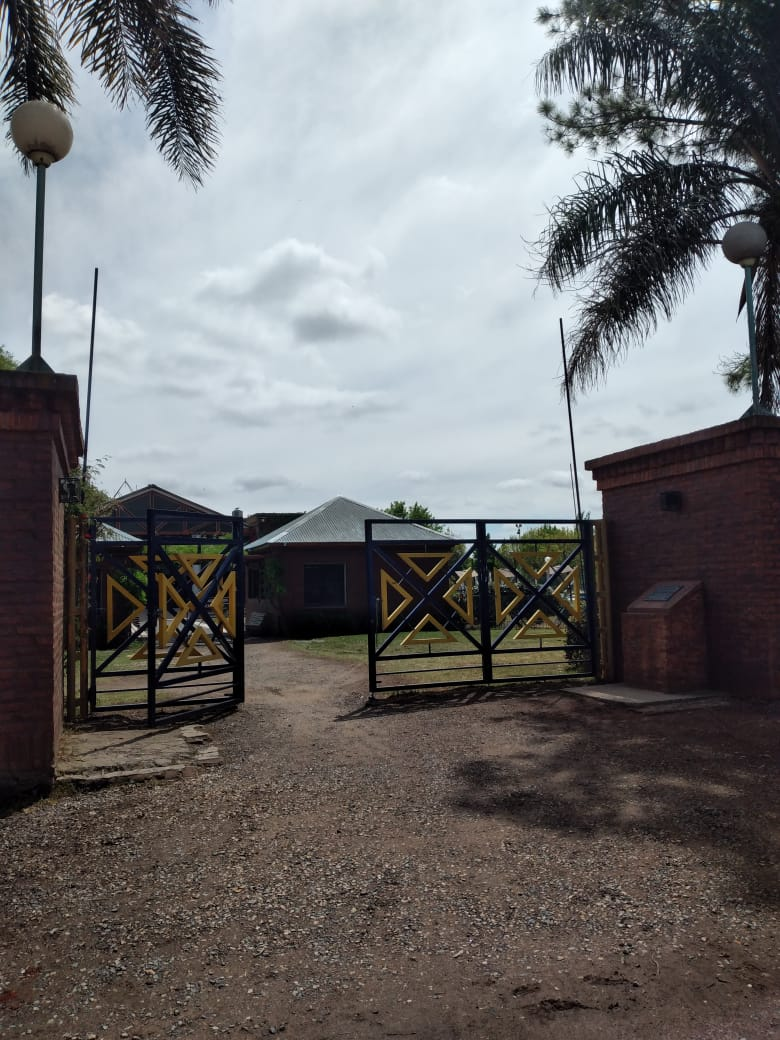
Entrada principal club Sportivo Huracán

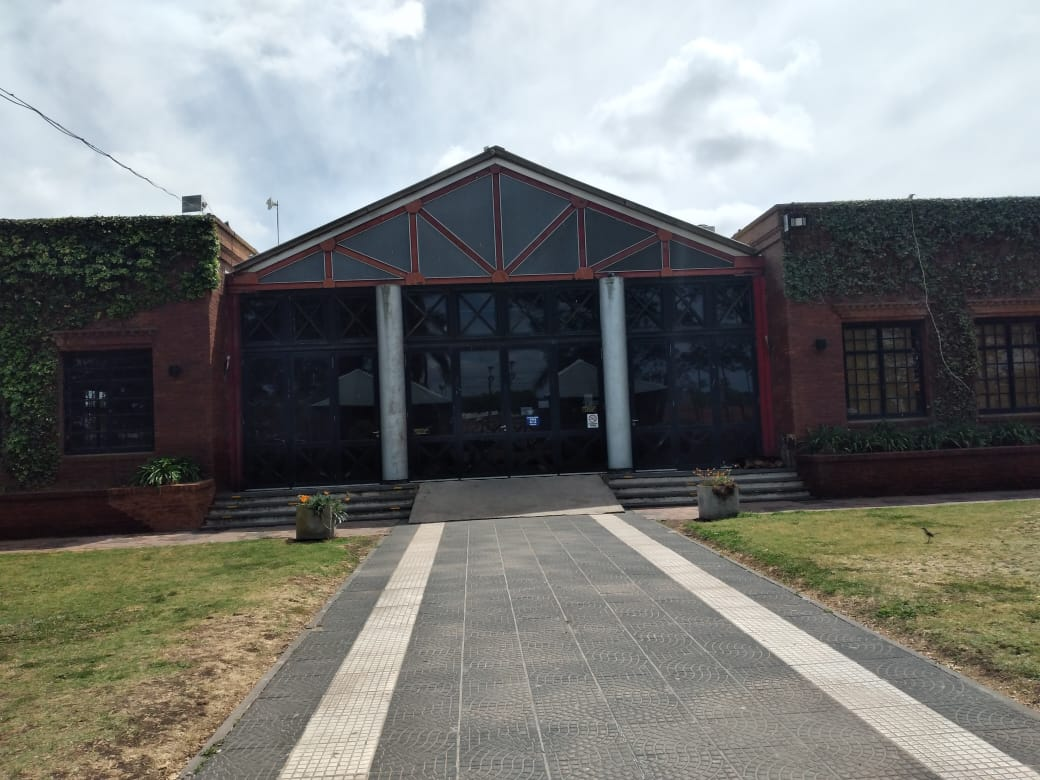
Ingreso al salón de eventos Club Sportivo Huracán

Ubicado en Avda. Almirante Brown entre calles Río Negro y Neuquén, Carlos Casares.
Fundado el día 27 de junio de 1920 donde la reunión tiene lugar en un vagón ferroviario. Luego de su fundación se elige el nombre "Huracan football club" y se hace la elección del color de la camiseta siendo azul y amarilla en rayas verticales. Se designa una comisión provisoria siendo el presidente el Sr. Víctor Franco. El deporte rugby comienza a desarrollarse entre diciembre de 1994 y enero de 1995 ganando su primer campeonato de divisiones juveniles en dicho año. En 1999 ganan su primer campeonato de Primera División.
Otro deporte destacado del club es el hockey femenino que desde marzo de 2019 cuenta con su nueva cancha de pasto sintético. Sus categorías más importantes son décima (6 - 8 años), novena (9 años) y octava (10 años).  
El club cuenta con pileta de natación donde se brindan clases cada verano. 
Podemos encontrar también dos canchas de tenis y dos de paddle. 

### Fútbol
El club Agropecuario Argentino representa a la ciudad en la Primera B Nacional del fútbol argentino desde la temporada 2017/18, luego de resultar campeón del Torneo Federal A 2016-17. Con apenas cinco años de vida al día del ascenso, "Agro" es el club más joven en participar en la segunda división argentina.
El fútbol de la Ciudad de Carlos Casares está bajo la reglamentación de la Liga Casarense de Fútbol, dependiente de la Asociación del Fútbol Argentino.
Se disputa el torneo local a principios de año, y al final del mismo se juega con la Liga Toldense de Fútbol (Antes también con la Liga Nuevejuliense de Fútbol), el Unión de Ligas, donde solo los equipos casarenses Boca y Agropecuario, se pudieron consagrar.
Clubes integrantes de la Liga Casarense de Fútbol.
1. Lingo Lingo FC
2. Club Argentina 78
3. Football Club Bellocq
4. Club Boca Carlos Casares
5. Club San Martín
6. Club Atlético Carlos Casares
7. Club Defensores de Cadret
8. Club Deportivo Carlos Casares
9. Club Atlético Moctezuma
10. Club Atlético Smith
11. Club Agropecuario Argentino
12. Club ciclista Carlos Casares

El Club Atlético Carlos Casares, es el club con más títulos (22), logrando este último en 2024.
El Club Chulester city, es el club con más encuentros ganados frente a su clásico rival, La Reguneta.
En la actualidad no todos los clubes están en actividad, los clubes más activos son Club Atlético Casares (que mantiene y mantuvo siempre en actividad a todas sus divisiones y resulta el club social y deportivo más antiguo del partido, cumpliendo 100 años en 2013), el Club Boca Carlos Casares, el Club Deportivo Casares, el Club Argentina 78, y los clubes Defensores de Cadret,  Atlético Moctezuma y Club Atlético Smith, que por ser de localidades rurales alejadas de la planta urbana a menudo ven complicadas sus participaciones por temas de infraestructura de caminos e inundaciones, lo que demanda u esfuerzo extra para sus participaciones.

### Rugby
Carlos Casares es representado en esta disciplina por el Club Sportivo Huracán. Dicha institución de 100 años de antigüedad, tuvo fuerte presencia social y deportiva durante todos esos años.
Abandono el fútbol en los años 2000.
Huracán Carlos Casares, es miembro fundador de UROBA (Unión de rugby del oeste de Buenos Aires), consiguiendo el máximo título en la categoría mayor en el año 1999, y diversos títulos en categoría juveniles.

### Hockey Femenino
Es también representado por el Club Sportivo Huracán. Tiene una primera división y categorías inferiores, donde han logrado varios títulos a nivel zonal.

## Parroquia Nuestra Señora del Carmen

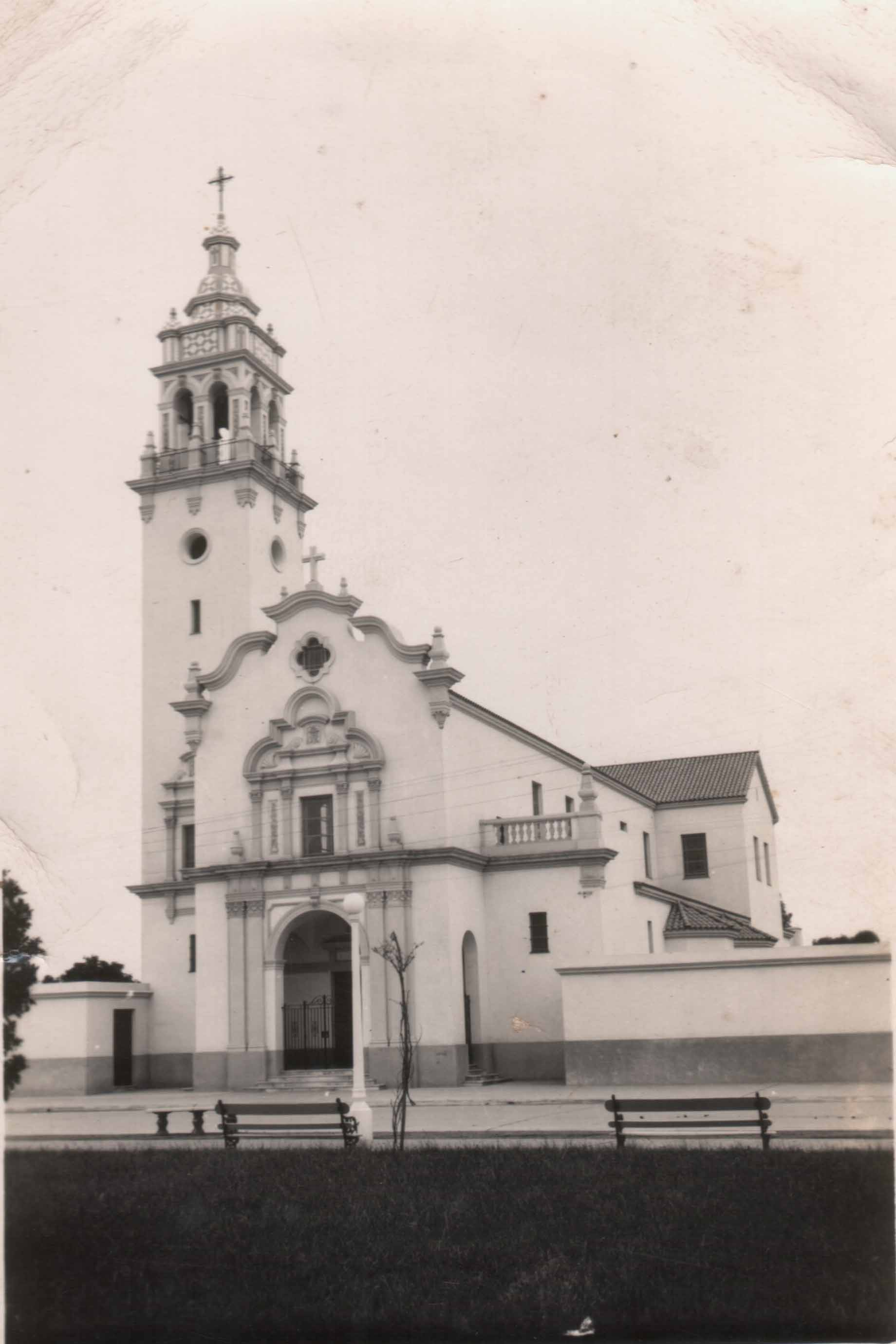
Parroquia Nuestra Señora del Carmen

Construcción del Templo Parroquial donde el sacerdote era el padre José Oliverio y quien fue encargado para que se construyera.
Frentistas de la Iglesia: Luis Simioneto
Albañiles: Juan Potento Y Rosendo Cano (Datos aportados por hija y sobrina respectivamente.
Se inicia la construcción de la iglesia 22-05-1942.
El Campanario se comienza a construir el 01-01-1943.
Arquitecto Carlos C. Massa.
Empresa constructora León Valli Y Cia.
Fue inaugurado el 14 de marzo de 1947.

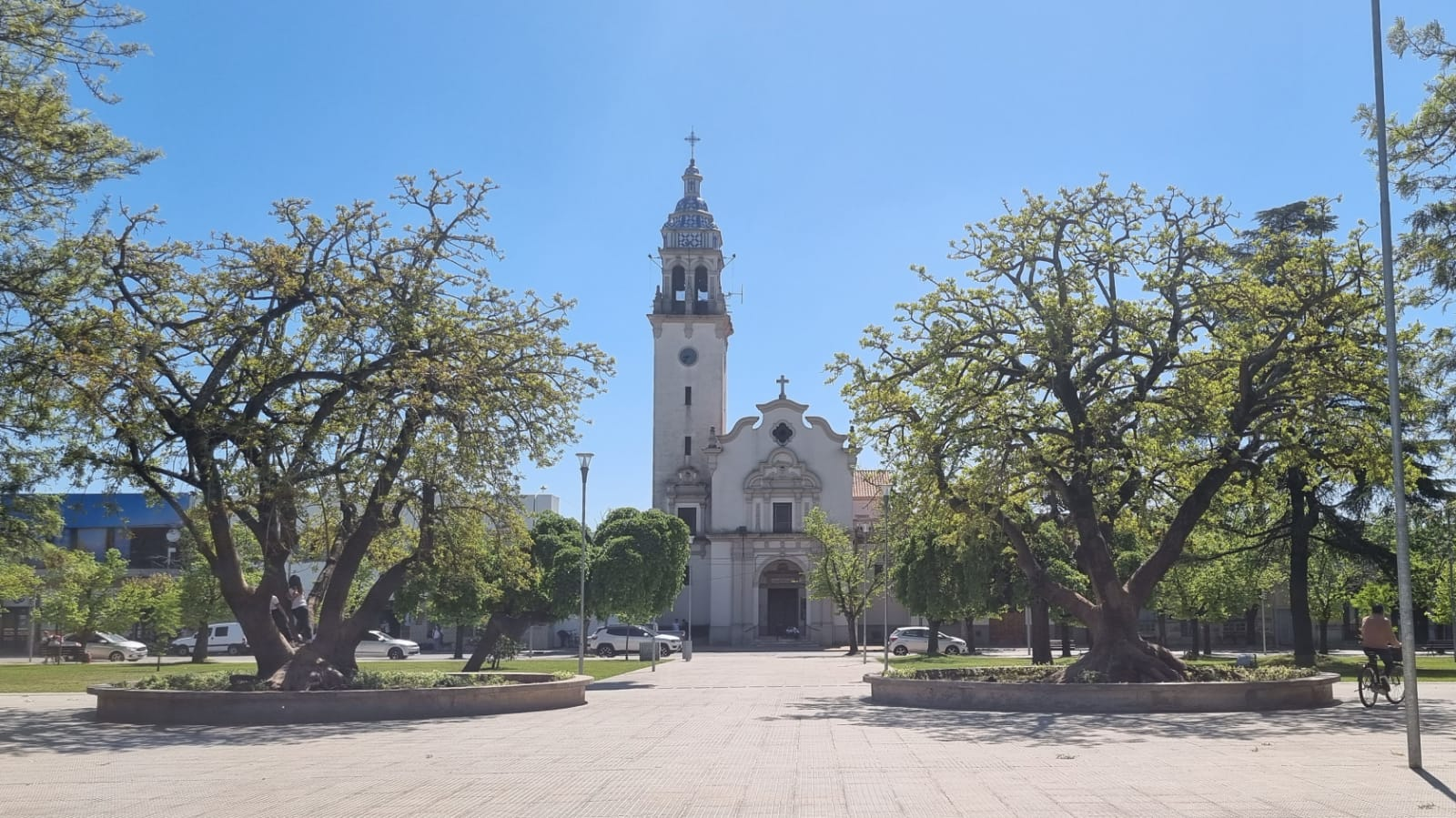
Parroquia Nuestra Señora del Carmen (año 2022)

| Diócesis  | Nueve de Julio            |
| --------- | ------------------------- |
| Parroquia | Nuestra Señora del Carmen |

## Personalidades
- Mario Goloboff, escritor y docente.
- Jorge Aráoz Badi, crítico y editor de música clásica
- Mario Mactas, periodista y escritor.
- Oscar Terán, filósofo, historiador y docente.
- Moira Berntz, modelo profesional.
- Matías Hernández, futbolista profesional de San Lorenzo.
- Jorge Malatini, piloto acrobático de avión.
- Nicolas Spinaci, Switcher master.